# 克羅列韋齊-斯洛比德卡
52°3′39″N 33°12′1″E / 52.06083°N 33.20028°E
克羅列韋齊-斯洛比德卡（烏克蘭語：Кролевець-Слобідка），是烏克蘭的村落，位於該國北部切爾尼戈夫州，由諾夫哥羅德-謝韋爾斯基區負責管轄，處於羅馬河畔，面積0.18平方公里，海拔高度136米，2001年人口44。